# Langmuir (mértékegység)
A langmuir (jele: L) egy felületre kötődő atomokat vagy molekulákat érő dózist (expozíciót) jellemző fizikai mennyiség mértékegysége. Jellemzően a felületfizikában és a vákuumtechnikában alkalmazzák annak a jellemzésére, hogy egy anyag egységnyi területű felületeleme milyen dózisú anyagmennyiségnek van kitéve a gáztérben. Például vékonyréteg-leválasztásnál a rétegnövekedés egy fontos paramétere. Nem SI-mértékegység.
Az egységet Irving Langmuir amerikai fizikusról nevezték el.

## Értelmezése
A langmuir a gáztér nyomása és az expozíciós idő szorzata. 1 L az 1 s idő alatti, 10-6 torr nyomású gáz általi kitettségnek (expozíciónak) felel meg.
A gáztérnek kitett felület egyfajta dózist szenved el, amely a felület- és időegység alatti energiaelnyelést jellemzi. Ez a dózis megadható a felületet érő részecskeáram {\textstyle J_{N}} fluxusával:
{\displaystyle \Phi =\int {J_{N}}\,{\rm {d}}t}.
Az ideális gáz részecskéinek (atomjainak vagy molekuláinak) darabszám-fluxusa a kinetikus gázelmélet értelmében
{\displaystyle J_{N}={\frac {C\cdot {\bar {u}}}{4}}},
ahol {\textstyle C} a molekulák térbeli darabsűrűsége, {\displaystyle {\bar {u}}} pedig a molekulák átlagsebessége. 
A részecskeszám-sűrűség: {\displaystyle C={\frac {N}{V}}}, ahol {\displaystyle N} a részecskeszám, és {\displaystyle V} a térfogat.
{\textstyle C} függ a hőmérséklettől ({\textstyle T}) és a nyomástól ({\textstyle p}):
{\displaystyle C={\frac {p}{kT}}}, 
ahol {\displaystyle k} a Boltzmann-állandó.
A molekulák átlagsebessége a kinetikus gázelmélet szerint:
{\displaystyle {\bar {u}}={\sqrt {\frac {8kT}{\pi m}}}},
ahol {\textstyle m} a molekulatömeg. 

A fentiek behelyettesítésével a fluxusra az alábbi kifejezés írható fel:
{\displaystyle J_{N}={\frac {C\cdot {\bar {u}}}{4}}=p{\frac {1}{\sqrt {2\pi kTm}}}}.
Látható, hogy a fluxus és a nyomás közötti egyenes arányosság szigorúan véve csak állandó hőmérsékleten és adott molekulatömegnél érvényes. A gázadszorpciós kísérletek azonban jellemzően környezeti hőmérsékleten, könnyű gázokkal történnek, ezért a négyzetgyökös T- és m-függés miatt jó közelítéssel érvényes a fluxus és a nyomás közti lineáris összefüggés. A nyomásból kifejezett langmuir egység általában alkalmas a felületet érő fluxus jellemzésére.

## Alkalmazása
Ha azt feltételezzük, hogy a felületre érkező részecskék mindegyike megtapad, akkor 1 L dózis (expozíció) körülbelül egy monoréteg (egy atomnyi vagy molekulányi vastagságú réteg) kialakulásához vezet. A rétegépülés sebességét tehát a langmuir mennyiségén kívül a megtapadás valószínűsége befolyásolja, melyet felületi kölcsönhatások és anyagjellemzők alakítanak. Mivel a megtapadás valószínűsége maximum 100% lehet, ezért a langmuir mennyiség a rétegépüléshez szükséges idő minimumára ad becslést.
A mennyiség egyben rávilágít arra is, hogy a legtöbb nanofizikai és felületfizikai kísérletet miért nagyvákuumban hajtják végre. Mivel egy-egy megfigyelni kívánt reakció jellemző időbeli lefolyása akár órákig is tarthat, a kellő tisztaság fenntartásának érdekében a műveletet ritka gázban kell végezni. Minél kisebb a gáztér általi kitettség, annál hosszabb ideig maradhat fenn a vizsgált rendszer kívánt szennyezetlensége.

## Fordítás
Ez a szócikk részben vagy egészben  a   Langmuir (unit) című angol Wikipédia-szócikk ezen változatának fordításán alapul.  Az eredeti cikk szerkesztőit annak laptörténete sorolja fel. Ez a jelzés csupán a megfogalmazás eredetét és a szerzői jogokat jelzi, nem szolgál a cikkben szereplő információk forrásmegjelöléseként.

### Tananyagok, ismeretterjesztő weblapok
- 4.2 Why is UHV required for surface studies ?. www.chem.qmul.ac.uk. [2018. június 30-i dátummal az eredetiből archiválva]. (Hozzáférés: 2018. július 10.)

### Szakkönyvek
- Giber János és szerzőtársai: Szilárdtestek felületfizikája. Budapest: Műszaki Könyvkiadó. 1987.  ISBN 9789631071115
- Lueth, H. (1997), Surfaces and Interfaces of Solid Materials (3rd ed.), Springer